# Kubilay Türkyılmaz
Kubilay Türkyılmaz (Bellinzona, 4 marzo 1967) è un ex calciatore svizzero, di ruolo attaccante.

## Biografia
Türkyılmaz è nato a Bellinzona da una famiglia turca.

## Carriera

### Club
Inizia la carriera nel Semine, società della periferia di Bellinzona. Nel 1985 passa al Bellinzona, nella quale segna 46 reti in 79 incontri. Le due stagioni convincono i dirigenti del Servette, squadra di Ginevra, ad accaparrarsi il giovane bomber bellinzonese: sulle rive del lago Lemano disputa 46 partite condite da 25 marcature.
Nell'ottobre 1990 fu acquistato dal Bologna. Le 9 reti realizzate in 21 partite non evitano al Bologna la retrocessione in Serie B. Kubi vi disputa altri due campionati con 15 reti in 62 incontri. Al termine della stagione 1992-1993 il Bologna retrocede in Serie C1 e l'attaccante lascia il club per la squadra turca del Galatasaray, con cui segnò due reti all'Old Trafford al Manchester United e al Camp Nou contro il Barcellona.
Dopo quasi tre stagioni, nelle quali vinse due campionati (30 reti), una coppa e una supercoppa di Turchia, ritornò in patria nel Grasshopper. A Zurigo segnò 45 gol in 70 partite, consentendo al Grasshopper di conquistare due campionati svizzeri e di partecipare per due volte consecutive alla fase finale della Champions League.

Türkyılmaz (a sinistra) in maglia bolognese nel 1991, mentre sfugge al milanista Franco Baresi.

Nel 1998 lascia il club. Disputa qualche partita a Locarno nel torneo di seconda serie andando a segno una volta. La stagione successiva è a Lucerna, dove gioca fino alla pausa invernale segnando 6 gol. Dopo la pausa invernale il Bellinzona, che disputa il torneo per la promozione in massima serie, lo richiama alla sua corte e ritorna a vestire la maglia granata. 15 reti in 13 partite non permettono di salire nella lega superiore al Bellinzona, che all'ultima giornata, contro i vallesani del Sion, incassa la rete del pareggio a 10' dal termine dopo la sua rete del provvisorio vantaggio. Nei due incontri disputati contro il Delémont sigla 7 reti , tra cui una da 50 metri e l'altra direttamente da calcio d'angolo.
All'inizio della stagione 2000-2001 è a Brescia, in Serie A, dove l'allenatore Carlo Mazzone lo lascia spesso a bordo campo. Gioca 9 partite senza alcun gol. Nel febbraio 2001 ritorna in Ticino, firmando un contratto con il Lugano. Segna 3 marcature in 9 gare e il Lugano termina il campionato al secondo posto della graduatoria. Nel settembre del 2001, a 34 anni, riparte da Lucerna, dove segna 3 reti in 6 partite.
Il 12 settembre 2001 la sua carriera si interrompe bruscamente. Il ginocchio destro è dolorante e il responso medico dice che se non smette di giocare può rischiare l'invalidità fisica. Il 2 settembre 2002 sancisce l'addio al calcio con una partita di beneficenza (Kubi Day) allo stadio comunale di Bellinzona davanti a circa 6.000 spettatori. A fine carriera calca per un paio di stagioni i palcoscenici del calcio minore (quinta lega ticinese, Soazza e successivamente AC Audax Gudo).
Nella stagione 2014-2015, all'età di 47 anni, è tornato sui campi di gioco per aiutare a risalire di categoria il Bellinzona, fallito nel 2013 e ripartito dalla Seconda Lega Regionale svizzera, dove annovera una marcatura.

### Nazionale
Nel 1988 arriva la prima chiamata dalla nazionale svizzera. Dopo non essere stato convocato ai Mondiali americani nel 1994, pur avendo dato un notevole contributo nel corso delle qualificazioni, viene schierato durante i campionati europei di calcio del 1996, giocati in Inghilterra. Nella partita inaugurale contro i padroni di casa segna all'84', su calcio di rigore, la rete del definitivo 1-1, battendo dal dischetto il portiere inglese David Seaman.
Nel 2001 realizza una doppietta contro Lussemburgo e raggiunge il record di 34 reti (in 64 partite) precedentemente detenuto da Max Abegglen (fermatosi a quota 32). Questo record è stato superato da Alexander Frei il 30 maggio 2008 in amichevole contro il Liechtenstein (doppietta per lui e quota 35 raggiunta). L'altalenante avventura in maglia rossocrociata si concluderà il 5 settembre 2001, dopo aver siglato una doppietta al Lussemburgo.
È stato selezionato due volte per amichevoli internazionali nelle file del "Resto del Mondo".

## Statistiche

### Cronologia presenze e reti in nazionale
| Cronologia completa delle presenze e delle reti in nazionale ― Svizzera | Cronologia completa delle presenze e delle reti in nazionale ― Svizzera | Cronologia completa delle presenze e delle reti in nazionale ― Svizzera | Cronologia completa delle presenze e delle reti in nazionale ― Svizzera | Cronologia completa delle presenze e delle reti in nazionale ― Svizzera | Cronologia completa delle presenze e delle reti in nazionale ― Svizzera | Cronologia completa delle presenze e delle reti in nazionale ― Svizzera | Cronologia completa delle presenze e delle reti in nazionale ― Svizzera |
| Data                                                                    | Città                                                                   | In casa                                                                 | Risultato                                                               | Ospiti                                                                  | Competizione                                                            | Reti                                                                    | Note                                                                    |
| ----------------------------------------------------------------------- | ----------------------------------------------------------------------- | ----------------------------------------------------------------------- | ----------------------------------------------------------------------- | ----------------------------------------------------------------------- | ----------------------------------------------------------------------- | ----------------------------------------------------------------------- | ----------------------------------------------------------------------- |
| 2-2-1988                                                                | Tolosa                                                                  | Francia                                                                 | 2 – 1                                                                   | Svizzera                                                                | Amichevole                                                              | -                                                                       | 65’                                                                     |
| 5-2-1988                                                                | Monaco                                                                  | Austria                                                                 | 1 – 2                                                                   | Svizzera                                                                | Amichevole                                                              | -                                                                       | 85’                                                                     |
| 27-4-1988                                                               | Kaiserslautern                                                          | Germania Ovest                                                          | 1 – 0                                                                   | Svizzera                                                                | Amichevole                                                              | -                                                                       | 69’                                                                     |
| 28-5-1988                                                               | Losanna                                                                 | Svizzera                                                                | 0 – 1                                                                   | Inghilterra                                                             | Amichevole                                                              | -                                                                       | 67’                                                                     |
| 5-6-1988                                                                | Basilea                                                                 | Svizzera                                                                | 1 – 1                                                                   | Spagna                                                                  | Amichevole                                                              | -                                                                       |                                                                         |
| 28-5-1988                                                               | Losanna                                                                 | Svizzera                                                                | 0 – 2                                                                   | Jugoslavia                                                              | Amichevole                                                              | -                                                                       |                                                                         |
| 21-9-1988                                                               | Lussemburgo                                                             | Lussemburgo                                                             | 1 – 4                                                                   | Svizzera                                                                | Qual. Mondiali 1990                                                     | 2                                                                       |                                                                         |
| 19-10-1988                                                              | Bruxelles                                                               | Belgio                                                                  | 1 – 0                                                                   | Svizzera                                                                | Qual. Mondiali 1990                                                     | -                                                                       |                                                                         |
| 4-4-1989                                                                | Budapest                                                                | Ungheria                                                                | 3 – 0                                                                   | Svizzera                                                                | Amichevole                                                              | -                                                                       |                                                                         |
| 26-4-1989                                                               | Lisbona                                                                 | Portogallo                                                              | 3 – 1                                                                   | Svizzera                                                                | Qual. Mondiali 1990                                                     | -                                                                       | 86’                                                                     |
| 7-6-1989                                                                | Berna                                                                   | Svizzera                                                                | 0 – 1                                                                   | Cecoslovacchia                                                          | Qual. Mondiali 1990                                                     | -                                                                       | 58’                                                                     |
| 21-6-1989                                                               | Basilea                                                                 | Svizzera                                                                | 1 – 0                                                                   | Brasile                                                                 | Amichevole                                                              | 1                                                                       | 73’                                                                     |
| 20-9-1989                                                               | Neuchâtel                                                               | Svizzera                                                                | 1 – 2                                                                   | Portogallo                                                              | Qual. Mondiali 1990                                                     | 1                                                                       |                                                                         |
| 11-10-1989                                                              | Basilea                                                                 | Svizzera                                                                | 2 – 2                                                                   | Belgio                                                                  | Qual. Mondiali 1990                                                     | 1                                                                       |                                                                         |
| 25-10-1989                                                              | Praga                                                                   | Cecoslovacchia                                                          | 3 – 0                                                                   | Svizzera                                                                | Qual. Mondiali 1990                                                     | -                                                                       |                                                                         |
| 15-11-1989                                                              | San Gallo                                                               | Svizzera                                                                | 2 – 1                                                                   | Lussemburgo                                                             | Qual. Mondiali 1990                                                     | 1                                                                       |                                                                         |
| 13-12-1989                                                              | Santa Cruz de Tenerife                                                  | Spagna                                                                  | 2 – 1                                                                   | Svizzera                                                                | Amichevole                                                              | -                                                                       |                                                                         |
| 8-5-1990                                                                | Berna                                                                   | Svizzera                                                                | 1 – 1                                                                   | Argentina                                                               | Amichevole                                                              | 1                                                                       |                                                                         |
| 2-6-1990                                                                | San Gallo                                                               | Svizzera                                                                | 2 – 1                                                                   | Stati Uniti                                                             | Amichevole                                                              | -                                                                       | 67’                                                                     |
| 21-8-1990                                                               | Vienna                                                                  | Austria                                                                 | 1 – 2                                                                   | Svizzera                                                                | Amichevole                                                              | 2                                                                       | 87’                                                                     |
| 12-9-1990                                                               | Ginevra                                                                 | Svizzera                                                                | 2 – 0                                                                   | Bulgaria                                                                | Qual. Euro 1992                                                         | -                                                                       |                                                                         |
| 17-10-1990                                                              | Glasgow                                                                 | Scozia                                                                  | 2 – 1                                                                   | Svizzera                                                                | Qual. Euro 1992                                                         | -                                                                       |                                                                         |
| 14-11-1990                                                              | Serravalle                                                              | San Marino                                                              | 0 – 4                                                                   | Svizzera                                                                | Qual. Euro 1992                                                         | -                                                                       | 46’                                                                     |
| 19-12-1990                                                              | Stoccarda                                                               | Germania                                                                | 4 – 0                                                                   | Svizzera                                                                | Amichevole                                                              | -                                                                       |                                                                         |
| 12-3-1991                                                               | Balzers                                                                 | Liechtenstein                                                           | 0 – 6                                                                   | Svizzera                                                                | Amichevole                                                              | 1                                                                       |                                                                         |
| 3-4-1991                                                                | Neuchâtel                                                               | Svizzera                                                                | 0 – 0                                                                   | Romania                                                                 | Qual. Euro 1992                                                         | -                                                                       | 74’                                                                     |
| 1-5-1991                                                                | Sofia                                                                   | Bulgaria                                                                | 2 – 3                                                                   | Svizzera                                                                | Qual. Euro 1992                                                         | 1                                                                       |                                                                         |
| 5-6-1991                                                                | San Gallo                                                               | Svizzera                                                                | 7 – 0                                                                   | San Marino                                                              | Qual. Euro 1992                                                         | 1                                                                       |                                                                         |
| 21-8-1991                                                               | Praga                                                                   | Cecoslovacchia                                                          | 1 – 1                                                                   | Svizzera                                                                | Amichevole                                                              | 1                                                                       |                                                                         |
| 11-9-1991                                                               | Berna                                                                   | Svizzera                                                                | 2 – 2                                                                   | Scozia                                                                  | Qual. Euro 1992                                                         | -                                                                       |                                                                         |
| 9-10-1991                                                               | Lucerna                                                                 | Svizzera                                                                | 3 – 1                                                                   | Svezia                                                                  | Amichevole                                                              | 1                                                                       |                                                                         |
| 13-11-1991                                                              | Bucarest                                                                | Romania                                                                 | 1 – 0                                                                   | Svizzera                                                                | Qual. Euro 1992                                                         | -                                                                       |                                                                         |
| 25-3-1992                                                               | Dublino                                                                 | Irlanda                                                                 | 2 – 1                                                                   | Svizzera                                                                | Amichevole                                                              | -                                                                       |                                                                         |
| 28-4-1992                                                               | Berna                                                                   | Svizzera                                                                | 0 – 2                                                                   | Bulgaria                                                                | Amichevole                                                              | -                                                                       |                                                                         |
| 18-11-1992                                                              | Berna                                                                   | Svizzera                                                                | 3 – 0                                                                   | Malta                                                                   | Qual. Mondiali 1994                                                     | -                                                                       | 75’                                                                     |
| 17-3-1993                                                               | Tunisi                                                                  | Tunisia                                                                 | 0 – 1                                                                   | Svizzera                                                                | Amichevole                                                              | -                                                                       | 49’                                                                     |
| 17-4-1993                                                               | Ta' Qali                                                                | Malta                                                                   | 0 – 2                                                                   | Svizzera                                                                | Qual. Mondiali 1994                                                     | 1                                                                       | 77’                                                                     |
| 11-8-1993                                                               | Borås                                                                   | Svezia                                                                  | 1 – 2                                                                   | Svizzera                                                                | Amichevole                                                              | -                                                                       | 69’                                                                     |
| 17-11-1993                                                              | Zurigo                                                                  | Svizzera                                                                | 4 – 0                                                                   | Estonia                                                                 | Qual. Mondiali 1994                                                     | -                                                                       | 75’                                                                     |
| 12-10-1994                                                              | Berna                                                                   | Svizzera                                                                | 4 – 2                                                                   | Svezia                                                                  | Qual. Euro 1996                                                         | 1                                                                       | 67’                                                                     |
| 16-11-1994                                                              | Losanna                                                                 | Svizzera                                                                | 1 – 0                                                                   | Islanda                                                                 | Qual. Euro 1996                                                         | -                                                                       | 68’                                                                     |
| 19-6-1995                                                               | Losanna                                                                 | Svizzera                                                                | 0 – 1                                                                   | Italia                                                                  | Torneo del Centenario della Federazione Svizzera                        | -                                                                       | 69’                                                                     |
| 23-6-1995                                                               | Berna                                                                   | Svizzera                                                                | 1 – 2                                                                   | Germania                                                                | Torneo del Centenario della Federazione Svizzera                        | -                                                                       |                                                                         |
| 16-8-1995                                                               | Reykjavík                                                               | Islanda                                                                 | 0 – 2                                                                   | Svizzera                                                                | Qual. Euro 1996                                                         | 1                                                                       | 82’                                                                     |
| 6-9-1995                                                                | Göteborg                                                                | Svezia                                                                  | 0 – 0                                                                   | Svizzera                                                                | Qual. Euro 1996                                                         | -                                                                       | 84’ 89’                                                                 |
| 11-10-1995                                                              | Zurigo                                                                  | Svizzera                                                                | 3 – 0                                                                   | Ungheria                                                                | Qual. Euro 1996                                                         | 1                                                                       | 85’                                                                     |
| 15-11-1995                                                              | Londra                                                                  | Inghilterra                                                             | 3 – 1                                                                   | Svizzera                                                                | Amichevole                                                              | -                                                                       |                                                                         |
| 24-4-1996                                                               | Lugano                                                                  | Svizzera                                                                | 2 – 0                                                                   | Galles                                                                  | Amichevole                                                              | 1                                                                       | 84’                                                                     |
| 1-6-1996                                                                | Basilea                                                                 | Svizzera                                                                | 1 – 2                                                                   | Rep. Ceca                                                               | Amichevole                                                              | -                                                                       | 63’                                                                     |
| 8-6-1996                                                                | Londra                                                                  | Inghilterra                                                             | 1 – 1                                                                   | Svizzera                                                                | Euro 1996 - 1º turno                                                    | 1                                                                       |                                                                         |
| 13-6-1996                                                               | Birmingham                                                              | Svizzera                                                                | 0 – 2                                                                   | Paesi Bassi                                                             | Euro 1996 - 1º turno                                                    | -                                                                       | 62’                                                                     |
| 18-6-1996                                                               | Birmingham                                                              | Svizzera                                                                | 0 – 1                                                                   | Scozia                                                                  | Euro 1996 - 1º turno                                                    | -                                                                       |                                                                         |
| 31-8-1996                                                               | Baku                                                                    | Azerbaigian                                                             | 1 – 0                                                                   | Svizzera                                                                | Qual. Mondiali 1998                                                     | -                                                                       |                                                                         |
| 10-11-1996                                                              | Berna                                                                   | Svizzera                                                                | 0 – 1                                                                   | Norvegia                                                                | Qual. Mondiali 1998                                                     | -                                                                       | 5’                                                                      |
| 30-4-1997                                                               | Zurigo                                                                  | Svizzera                                                                | 1 – 0                                                                   | Ungheria                                                                | Qual. Mondiali 1998                                                     | 1                                                                       |                                                                         |
| 11-10-1997                                                              | Zurigo                                                                  | Svizzera                                                                | 5 – 0                                                                   | Azerbaigian                                                             | Qual. Mondiali 1998                                                     | 3                                                                       |                                                                         |
| 4-9-1999                                                                | Copenaghen                                                              | Danimarca                                                               | 2 – 1                                                                   | Svizzera                                                                | Qual. Euro 2000                                                         | 1                                                                       | 59’                                                                     |
| 8-9-1999                                                                | Losanna                                                                 | Svizzera                                                                | 2 – 0                                                                   | Bielorussia                                                             | Qual. Euro 2000                                                         | 2                                                                       | 26’                                                                     |
| 7-10-2000                                                               | Zurigo                                                                  | Svizzera                                                                | 5 – 1                                                                   | Fær Øer                                                                 | Qual. Mondiali 2002                                                     | 3                                                                       | 76’                                                                     |
| 11-10-2000                                                              | Lubiana                                                                 | Slovenia                                                                | 2 – 2                                                                   | Svizzera                                                                | Qual. Mondiali 2002                                                     | 2                                                                       |                                                                         |
| 1-9-2001                                                                | Basilea                                                                 | Svizzera                                                                | 1 – 2                                                                   | Jugoslavia                                                              | Qual. Mondiali 2002                                                     | -                                                                       |                                                                         |
| 5-9-2001                                                                | Lussemburgo                                                             | Lussemburgo                                                             | 0 – 3                                                                   | Svizzera                                                                | Qual. Mondiali 2002                                                     | 2                                                                       | 59’                                                                     |
| Totale                                                                  |                                                                         | Presenze                                                                | 62                                                                      |                                                                         | Reti (2º posto)                                                         | 34                                                                      |                                                                         |

## Palmarès

### Club
- Campionato turco: 1

Galatasaray: 1993-1994
- Campionato svizzero: 2

Grasshoppers: 1995-1996, 1997-1998

### Individuale
- Calciatore svizzero dell'anno: 4

1996, 1997, 1998, 1999